# Romagne (Viena)
Romagne és un municipi francès situat al departament de la Viena i a la regió de la Nova Aquitània. L'any 2007 tenia 875 habitants.

## Demografia

### Població
El 2007 la població de fet de Romagne era de 875 persones. Hi havia 387 famílies de les quals 121 eren unipersonals (44 homes vivint sols i 77 dones vivint soles), 149 parelles sense fills, 93 parelles amb fills i 24 famílies monoparentals amb fills.
La població ha evolucionat segons el següent gràfic:
Habitants censats

### Habitatges
El 2007 hi havia 546 habitatges, 391 eren l'habitatge principal de la família, 92 eren segones residències i 63 estaven desocupats. 530 eren cases i 11 eren apartaments. Dels 391 habitatges principals, 320 estaven ocupats pels seus propietaris, 61 estaven llogats i ocupats pels llogaters i 9 estaven cedits a títol gratuït; 5 tenien una cambra, 33 en tenien dues, 63 en tenien tres, 98 en tenien quatre i 191 en tenien cinc o més. 322 habitatges disposaven pel capbaix d'una plaça de pàrquing. A 207 habitatges hi havia un automòbil i a 144 n'hi havia dos o més.

### Piràmide de població
La piràmide de població per edats i sexe el 2009 era:
| Homes | Edats   | Dones |
| ----- | ------- | ----- |
| 0     | 95 o +  | 0     |
| 8     | 90 a 94 | 4     |
| 16    | 85 a 89 | 16    |
| 16    | 80 a 84 | 16    |
| 20    | 75 a 79 | 60    |
| 12    | 70 a 74 | 24    |
| 28    | 65 a 69 | 20    |
| 36    | 60 a 64 | 40    |
| 20    | 55 a 59 | 32    |
| 36    | 50 a 54 | 16    |
| 20    | 45 a 49 | 20    |
| 24    | 40 a 44 | 24    |
| 36    | 35 a 39 | 28    |
| 24    | 30 a 34 | 36    |
| 8     | 25 a 29 | 16    |
| 4     | 20 a 24 | 0     |
| 8     | 15 a 19 | 12    |
| 24    | 10 a 14 | 24    |
| 44    | 5 a 9   | 24    |
| 16    | 0 a 4   | 20    |

## Economia
El 2007 la població en edat de treballar era de 533 persones, 314 eren actives i 219 eren inactives. De les 314 persones actives 275 estaven ocupades (150 homes i 125 dones) i 39 estaven aturades (17 homes i 22 dones). De les 219 persones inactives 87 estaven jubilades, 47 estaven estudiant i 85 estaven classificades com a «altres inactius».

### Ingressos
El 2009 a Romagne hi havia 390 unitats fiscals que integraven 830 persones, la mediana anual d'ingressos fiscals per persona era de 13.457 €.

### Activitats econòmiques
Dels 37 establiments que hi havia el 2007, 3 eren d'empreses de fabricació d'altres productes industrials, 9 d'empreses de construcció, 6 d'empreses de comerç i reparació d'automòbils, 1 d'una empresa de transport, 4 d'empreses d'hostatgeria i restauració, 1 d'una empresa financera, 1 d'una empresa immobiliària, 4 d'empreses de serveis, 4 d'entitats de l'administració pública i 4 d'empreses classificades com a «altres activitats de serveis».
Dels 13 establiments de servei als particulars que hi havia el 2009, 1 era una oficina de correu, 1 una oficina bancària, 1 funerària, 2 tallers de reparació d'automòbils i de material agrícola, 1 paleta, 2 guixaires pintors, 1 fusteria, 1 lampisteria, 1 electricista, 1 perruqueria i 1 restaurant.
Dels 2 establiments comercials que hi havia el 2009, 1 era una botiga de més de 120 m² i 1 una fleca.
L'any 2000 a Romagne hi havia 39 explotacions agrícoles que ocupaven un total de 2.660 hectàrees.

## Equipaments sanitaris i escolars
El 2009 hi havia 2 escoles elementals. A Romagne hi havia 1 col·legi d'educació secundària i 1 liceu d'ensenyament general. Als col·legis d'educació secundària hi havia 68 alumnes i als liceus d'ensenyament general 47.

## Poblacions més properes
El següent diagrama mostra les poblacions més properes.